# Spirydon z Tremituntu
Spirydon z Tremituntu, gr. Σπυρίδων Τριμυθούντος (ur. ok. 270 w Askii, zm. 348 w Tremituncie) – biskup, święty Kościoła katolickiego i prawosławnego.

## Życiorys
Urodził się w rodzinie rolniczej około roku 270 w Askii na Cyprze. Gdy dorósł, zawarł związek małżeński, z którego narodziła się córka Irena. Podczas prześladowań chrześcijan za cesarza Dioklecjana Spirydonowi wybito prawe oko i zraniono lewą łydkę. Skazano go też na przymusowe roboty w kamieniołomach hiszpańskich; uwolniony został dopiero po wydaniu edyktu mediolańskiego.
W 315 r. wybrano go na biskupa Tremituntu. Uczestniczył w I soborze nicejskim w 325 r. i synodzie w Serdice w 343 r. Zmarł najprawdopodobniej 14 grudnia 348 roku. 
Około 691 r. jego szczątki z Tremituntu przeniesiono do Konstantynopola, a w 1456 r. do Epiru. Ostatecznie spoczęły na Korfu w zbudowanej przez Wenecjan w 1589 świątyni pod jego wezwaniem i umieszczone w srebrnym relikwiarzu. W Niedzielę Palmową relikwie obnoszone są podczas procesji w głównym mieście wyspy. Tradycja ta datuje się od 1630 r., na pamiątkę przypisywanego wstawiennictwu świętego uwolnienia wyspiarzy od epidemii zarazy; do jego pomocy odwoływano się także podczas oblężeń.

## Kult
Spirydon jest patronem garncarzy, sierot, żeglarzy i ludzi odbywających podróże morskie, a także wyspy Korfu. W Grecji, jako jeden z najbardziej czczonych świętych,  uważany jest za taumaturga (cudotwórcę). Wielką cześć odbiera również w Wenecji. Prawosławne świątynie pod jego wezwaniem znajdują się m.in. w Bukareszcie, Trieście, Chicago i Seattle.
W ikonografii św. Spirydon przedstawiany jest w szacie biskupiej i w czapce pasterskiej.
Jego wspomnienie obchodzone jest na Wschodzie (przede wszystkim w Grecji) w dniu 12 grudnia, a na Zachodzie w dniu 14 grudnia. Nowe Martyrologium Rzymskie umieszcza go pod datą przyjętą na Wschodzie.

## Galeria

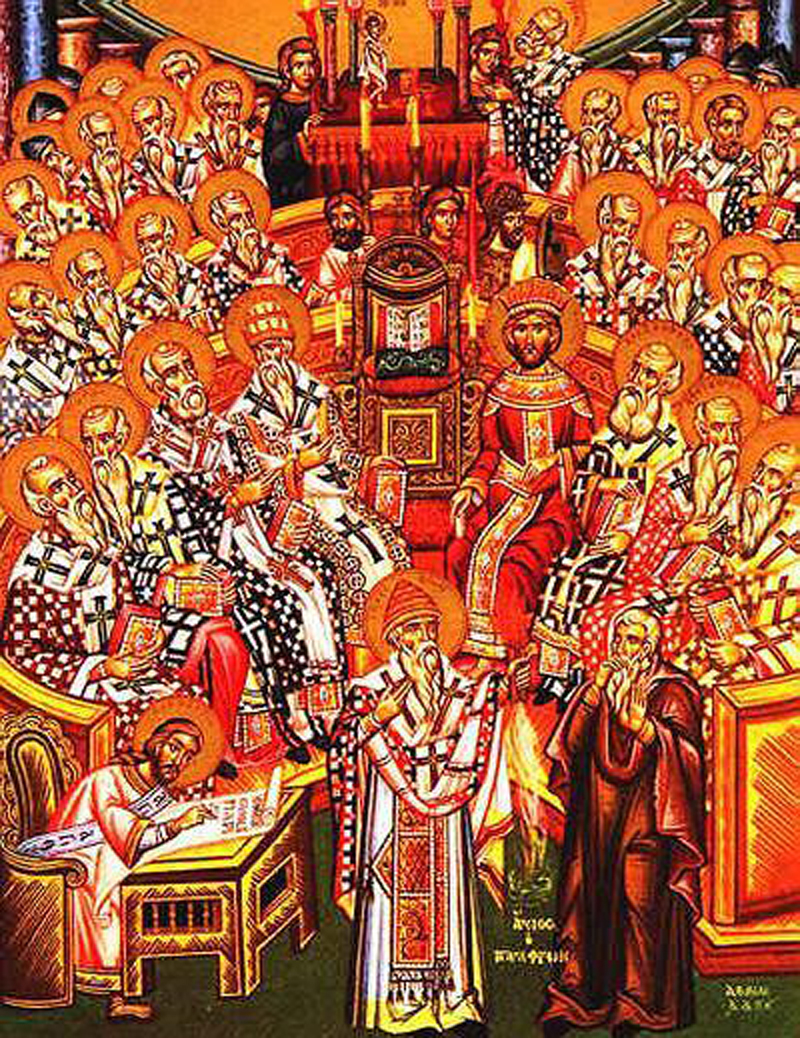
Św. Spirydon gromiący Ariusza na I soborze nicejskim
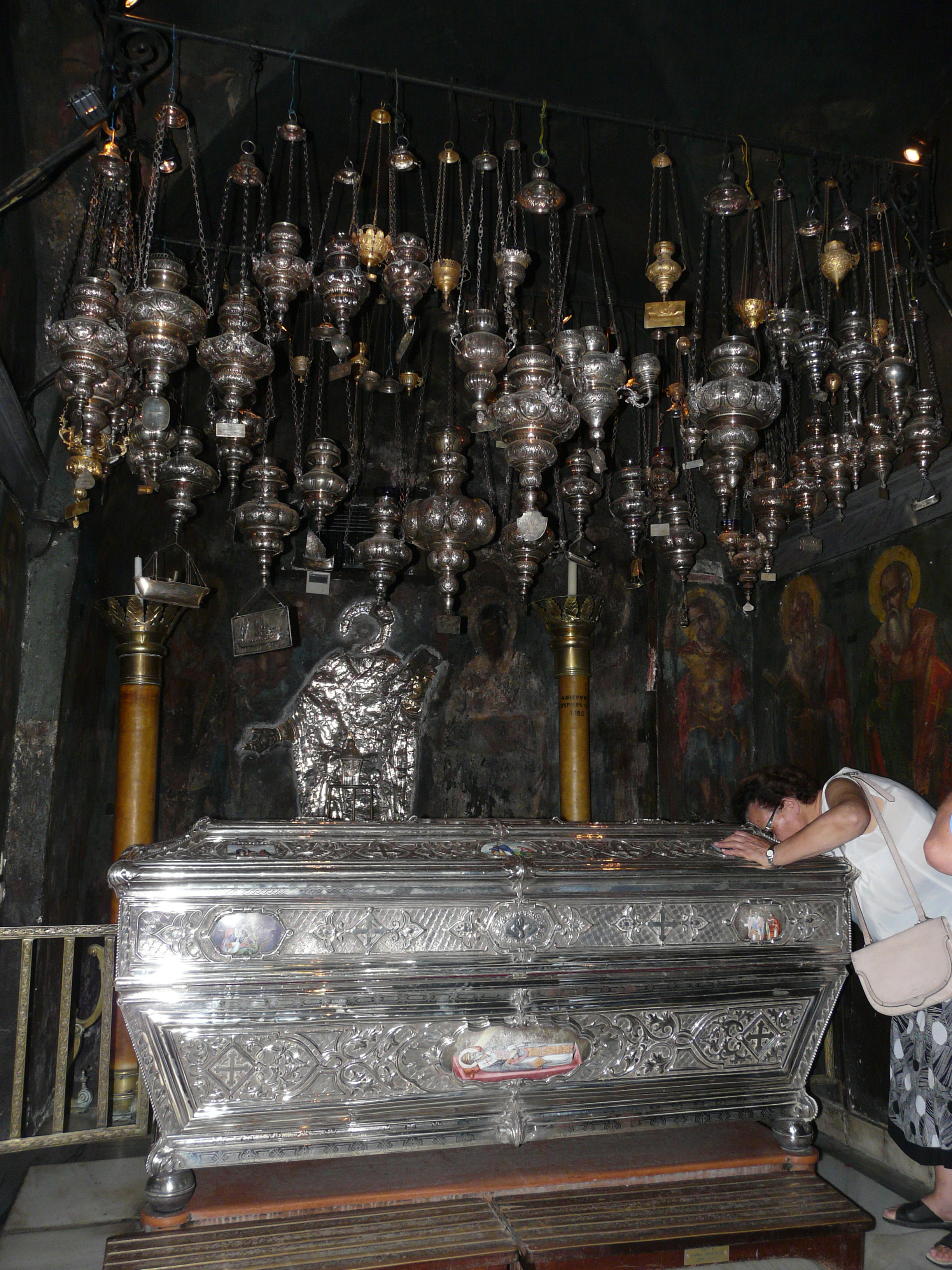
Relikwiarz w sanktuarium na Korfu
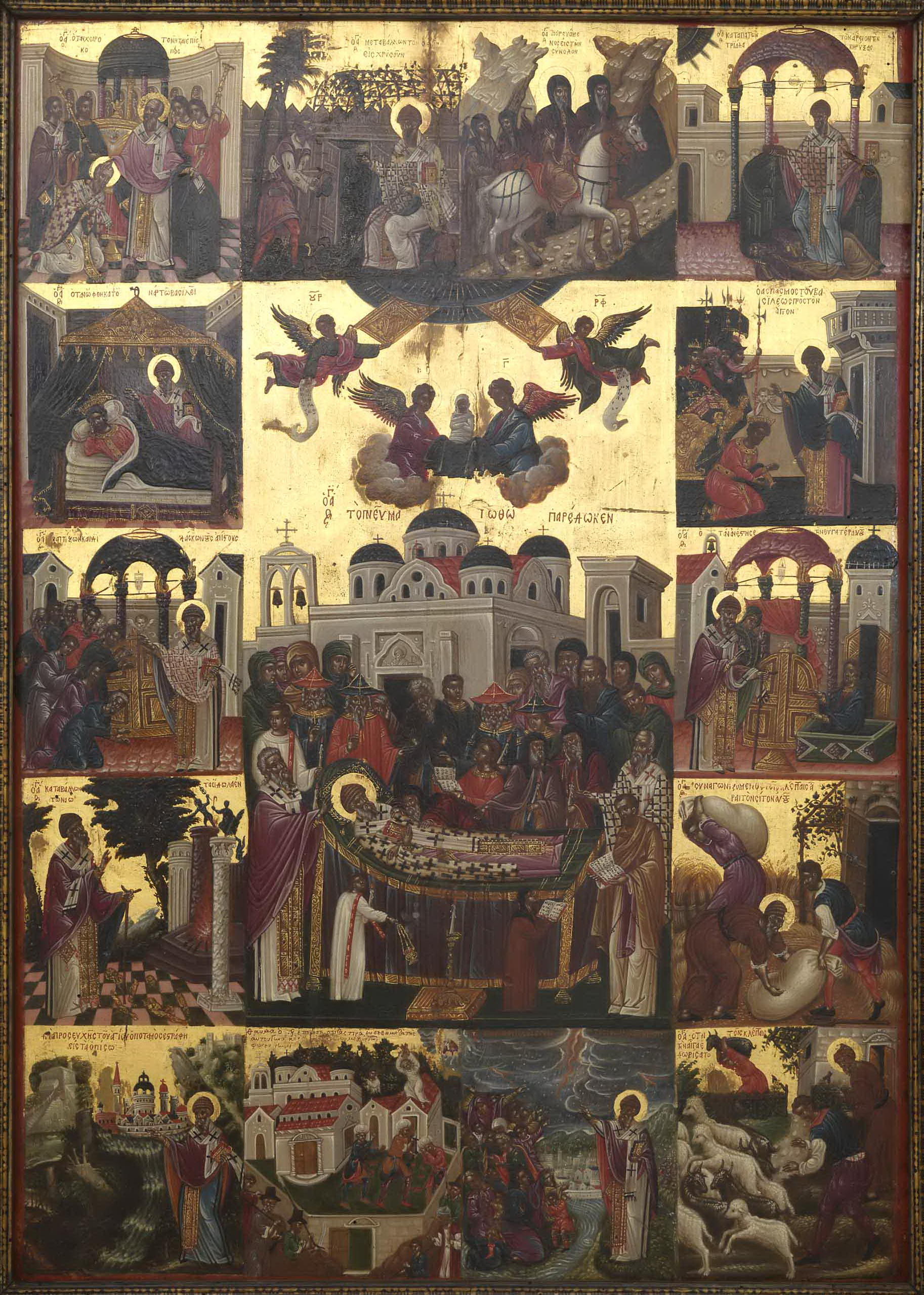
Przeniesienie relikwii świętego (XVI-wieczna ikona)
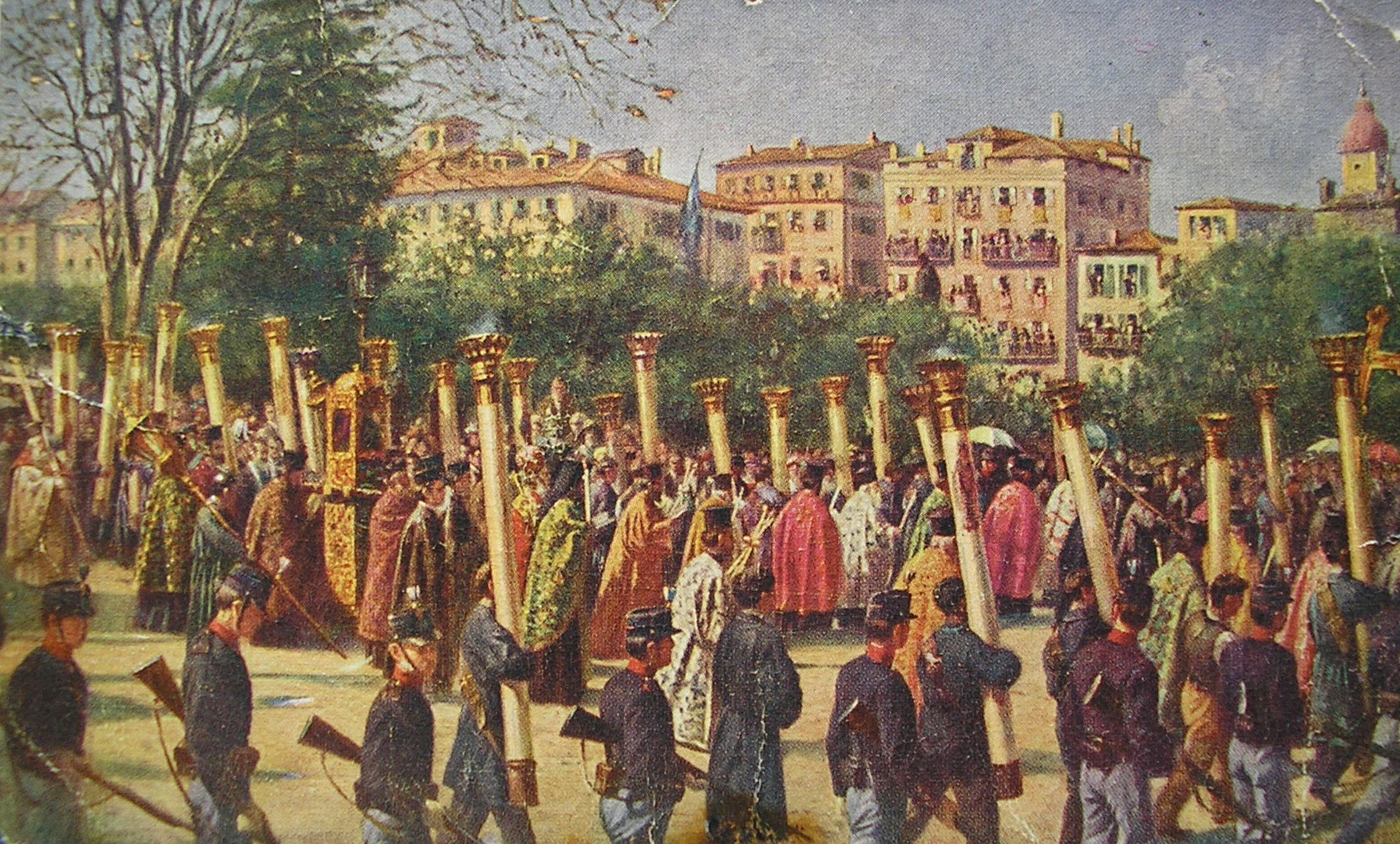
Procesja ku czci św. Spirydona (mal. 1912)
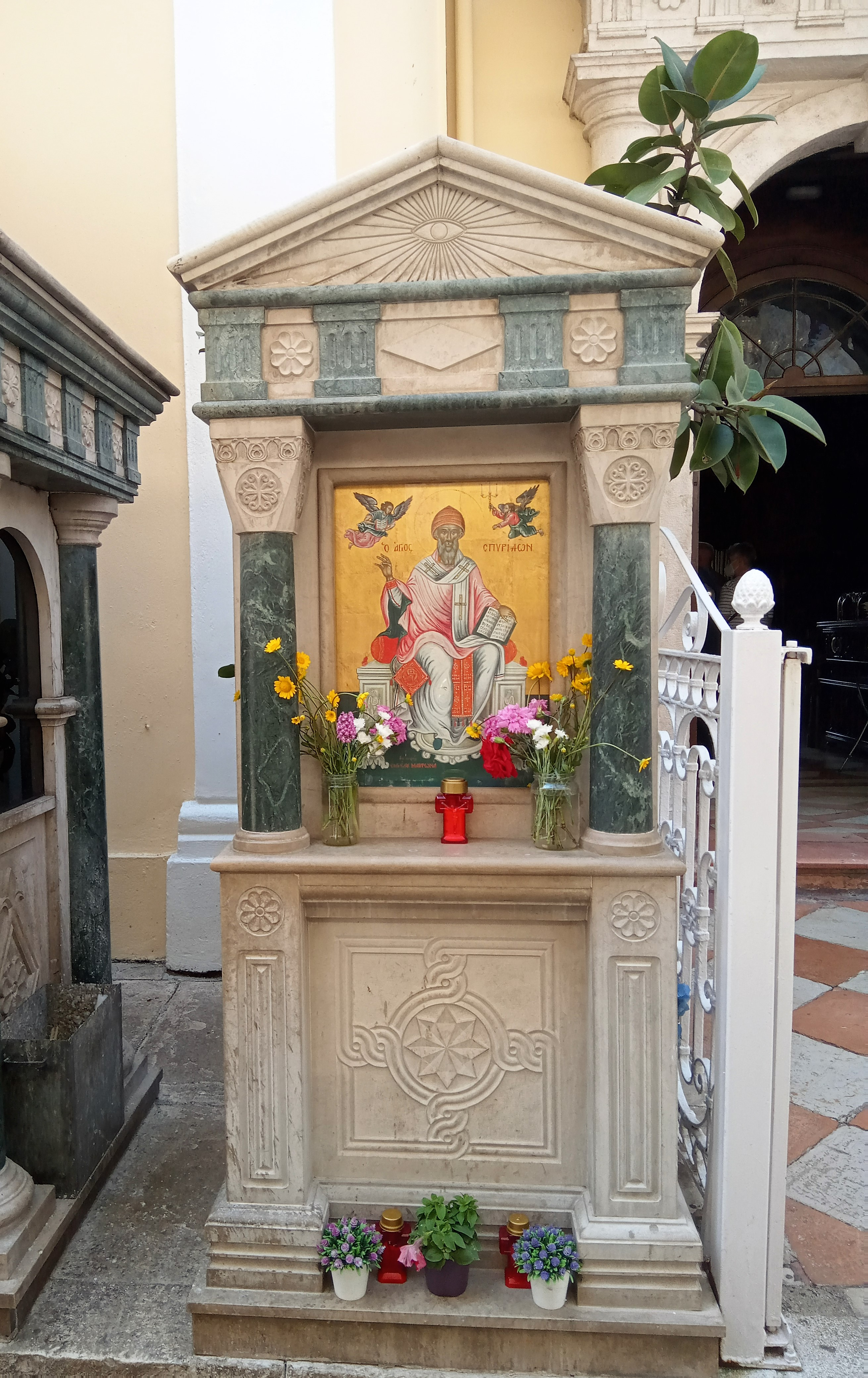
Kapliczka przed cerkwią św. Spirydona w Korfu